# بازو
بازو به بخشی از اندام فوقانی گفته می‌شود که میان شانه و آرنج قرار گرفته‌است. استخوان آن هومروس(استخوان بازو) است که با کتف مفصل شده و مفصل شانه را می‌سازد. عضلات مختلفی در ناحیه بازو قرار دارند که امکان حرکات مختلف را به آن می‌دهند. مهمترین این عضلات عضله دوسر بازویی و عضله سه سر بازویی است

## بافت نرم بازو
ناحیه بازو توسط تیغه‌های بین عضلانی داخلی و خارجی (از جنس فاسیای عمقی) به دو ناحیه قدامی و خلفی تقسیم می‌شود. حس پوست ناحیه قدامی بازو از اعصاب جلدی بازوئی داخلی (از طناب داخلی) و جلدی بازوئی خارجی فوقانی (از عصب آکزیلاری) و جلدی بازوئی خارجی تحتانی (از عصب رادیال) و حس پوست ناحیه خلفی میانی بازو از عصب جلدی بازوئی خلفی (از عصب رادیال) تأمین می‌شود ناحیه قدامی بازو شامل سه عضله دو سر بازوئی، بازوئی و غرابی بازوئی و ناحیه خلفی ساعد شامل عضله سه سر بازوئی است.
استخوان بازو درازترین استخوان اندام فوقانی است که در بالا با استخوان کتف و در پائین با استخوان‌های ساعد مفصل می‌شود، دارای دو انتهای فوقانی و تحتانی و یک تنه است؛ انتهای فوقانی آن شامل قسمت‌های زیر است:
1. سر: کمتر از ثلث یک کره است که با گودی کاسه‌ای کتف در تشکیل مفصل شانه شرکت می‌کند.
2. گردن تشریحی: به‌صورت شیاری است که دور تا دور سر را احاطه کرده‌است.
3. گردن جراحی: قسمتی از استخوان است که سر را به تنه اتصال می‌دهد و با عصب زیربغلی مجاورت دارد.
4. برجستگی (tubrosity) بزرگ: محل اتصال انتهای ماهیچه‌های بالاخاری، زیرخاری و گرد کوچک است.
5. برجستگی کوچک: پیوندگاه انتهای ماهیچه زیرکتفی است.

این دو برجستگی محل اتصال عضلات هستند، بین آنها ناودان (groove) بین دو برجستگی قرار دارد که از درون آن زردپی سر دراز ماهیچه دوسر بازویی عبور می‌کند.
انتهای تحتانی استخوان از یک قسمت مرکزی به نام لقمه (کندیل) و دو قسمت طرفی به نام‌های رولقمه (اپی‌کوندیل) داخلی و رولقمه خارجی تشکیل شده‌است، رولقمه‌ها محل اتصال عضلات سطحی ساعد هستند. لقمه دارای یک قسمت خارجی به نام سرک (کاپیتولوم) و یک قسمت داخلی به نام قرقره (تروکله) می‌باشد؛ سرک با استخوان زند زبرین و قرقره با استخوان زند زیرین مفصل می‌شود.
تنه استخوان دارای سه سطح داخلی، خارجی و خلفی و سه کناره قدامی، داخلی و خارجی است سطح خارجی در قسمت میانی دارای یک زبری برای پیوند یافتن ماهیچه دالی (دلتوئید) است. در عقب توبروزیته دالی در سطح خلفی ناودان کم‌عمقی قرار دارد که از آن عصب رادیال عبور می‌کند. این ناودان در سطح خلفی واقع است.

## رگ‌های ناحیه بازو
.در بازو، سرخرگِ بازویی مهم‌ترین مسیر خون‌رسانی است؛ این سرخرگ ادامهٔ سرخرگِ زیربغلی به‌شمار می‌رود و از لبهٔ پایینیِ ماهیچهٔ گردِ بزرگ آغاز می‌شود. بزرگ‌ترین شاخهٔ جانبیِ آن سرخرگِ عمقیِ بازوست که خون‌رسانیِ بخش پشتیِ بازو را بر عهده دارد. دیگر شاخه‌های سرخرگِ بازویی شامل شاخه‌های ماهیچه‌ای برای ماهیچه‌های جلوییِ بازو و نیز سرخرگِ طرفیِ زند زیرینِ فوقانی و سرخرگِ طرفیِ زند زیرینِ تحتانی است. این سرخرگ در گودیِ آرنج، کنار گردنِ استخوانِ زند زبرین، به دو شاخهٔ انتهاییِ سرخرگِ زند زبرین و سرخرگِ زند زیرین تقسیم می‌شود. در سوی سیاهرگی، دو سیاهرگِ بازویی در دو سوی همین سرخرگ جریان دارند؛ هر دو به سیاهرگِ بازیلیکی می‌پیوندند و ادامهٔ سیاهرگِ بازیلیکی در بالا سیاهرگِ زیربغلی را پدید می‌آورد. 

## اعصاب ناحیه بازو
عصب‌رسانیِ بازو الگویی دوجانبه دارد. بخشِ جلوییِ بازو از عصبِ ماهیچه‌ای‌پوستی عصب می‌گیرد؛ این عصب که از طنابِ بیرونیِ شبکهٔ بازویی منشأ می‌گیرد، پس از سوراخ‌کردنِ ماهیچهٔ غرابی‌بازویی، زیر ماهیچهٔ دوسرِ بازو و روی ماهیچهٔ بازویی پیش می‌رود و نزدیکیِ مفصلِ آرنج از نیام عمقی بیرون آمده و با نام عصبِ جلدیِ ساعدِ جانبی حسِ بخشِ بیرونیِ ساعد را تأمین می‌کند. بخشِ پشتیِ بازو به‌وسیلهٔ عصبِ زند زبرین عصب‌رسانی می‌شود؛ این عصبِ بزرگ که از طنابِ پشتیِ شبکهٔ بازویی سرچشمه می‌گیرد، ابتدا در ناودانِ زند زبرینِ استخوانِ بازو سیر می‌کند، سپس دیوارهٔ میانیِ میان‌ماهیچه‌ای را می‌شکافد و در جلوی لقمهٔ بیرونیِ استخوانِ بازو به دو شعبهٔ سطحی (حسی) و عمقی (حرکتی) تقسیم می‌شود. 